# Tangi
Tangi é uma cidade do Paquistão localizada na província de Caiber Paquetuncuá (Khyber-Pakhtunkhwa), distrito de Charsadda.